# Хрънчаровце над Парноу
Хрънчаровце над Парноу (на словашки: Hrnčiarovce nad Parnou) е село в окръг Търнава, Търнавски край, западна Словакия. Населението му е 2231 души.
Разположено е на 143 m надморска височина, на 11 km югозападно от град Търнава. Площта му е 16,28 km². Кмет на селото е Марцел Шкорец.